# Estonský národní skanzen
Estonský národní skanzen, estonsky Eesti Vabaõhumuuseum nebo Eesti Riiklik Vabaõhumuuseum, je skanzen na pobřeží Finského zálivu v části Rocca al Mare v městské čtvrti Haabersti ve městě Tallinn v Estonsku.

## Další informace
Estonský národní skanzen je největším skanzenem v Estonsku a byl založen v roce 1957 avšak myšlenka zřízení skanzenu pochází z roku 1913. Je zaměřen na etnografický výzkum, sbírky a muzejnictví estonské venkovské architektury a vesnického života převážně od 18. do 20. století. Rozkládá se na ploše 72,22 hektarů a je v něm vystaveno téměř 80 budov z nichž nejnovější je model dřevěného domu z 21. století. Ve skanzenu a přilehlém pobřeží jsou, kromě vzácných budov, také k vidění bludné balvany, vyhlídky na Baltské moře, koňské povozy, obchody a restaurace. Vstup je zpoplatněn a po skanzenu se lze pohybovat také na kole.

## Galerie

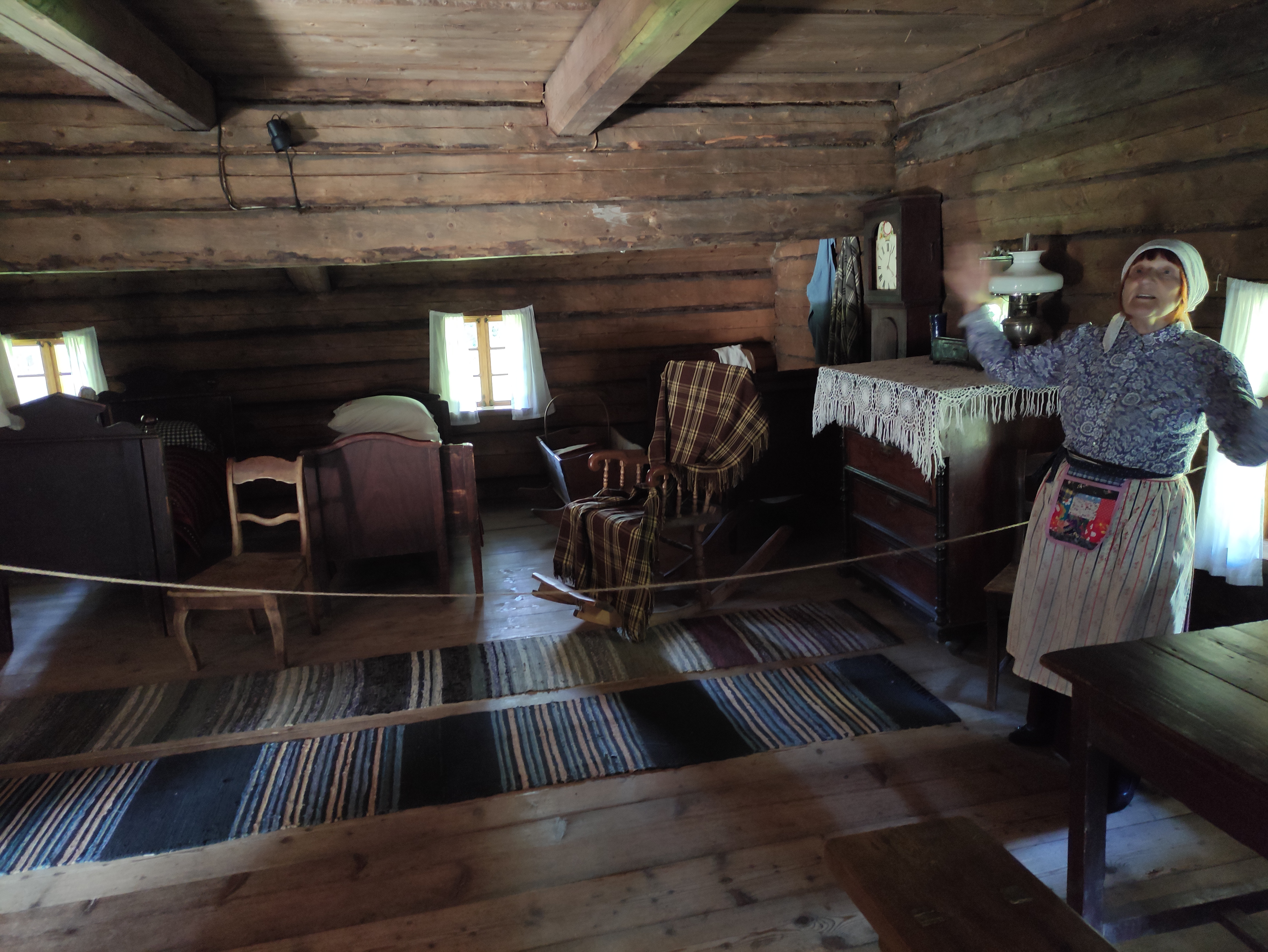
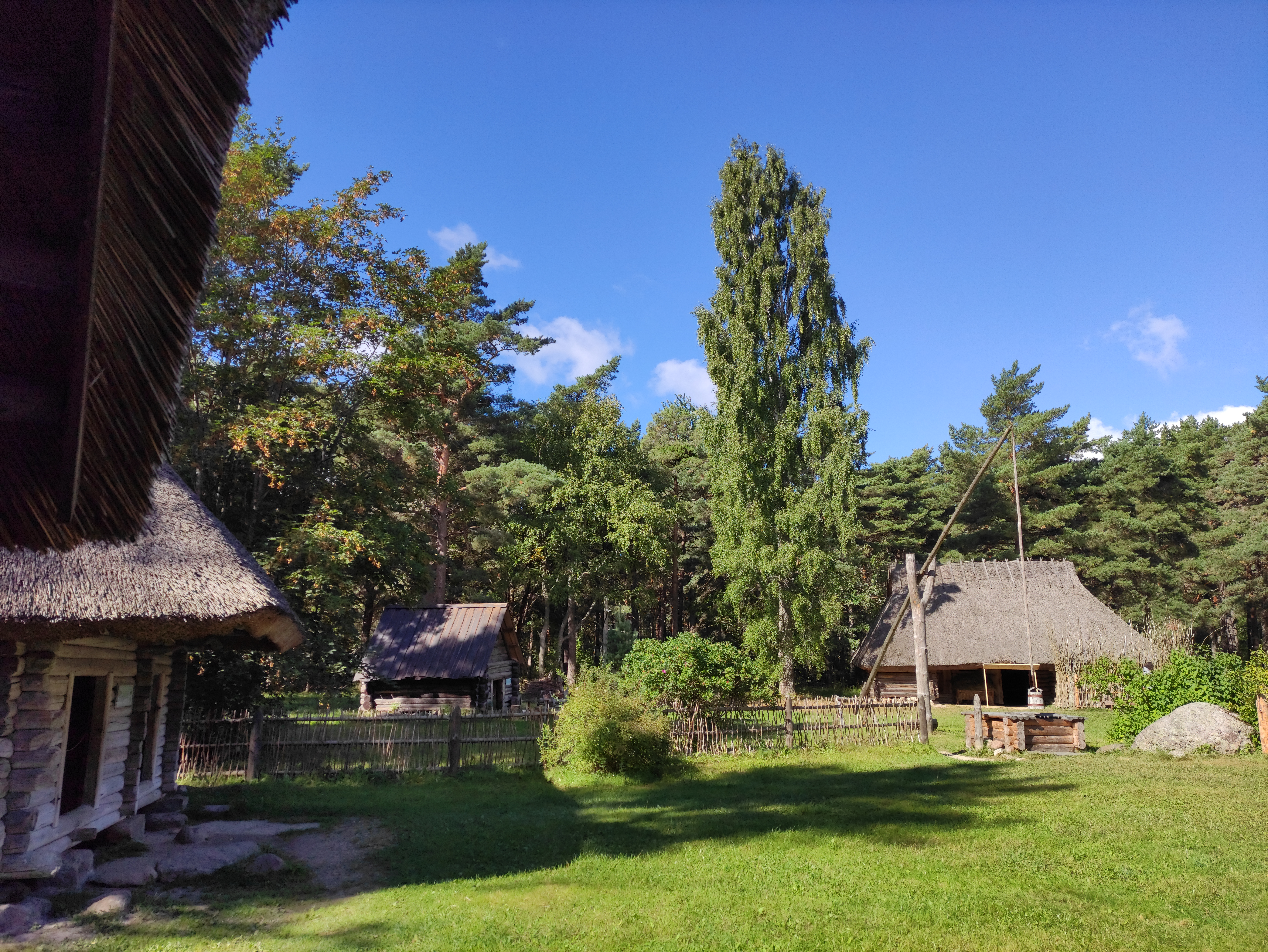
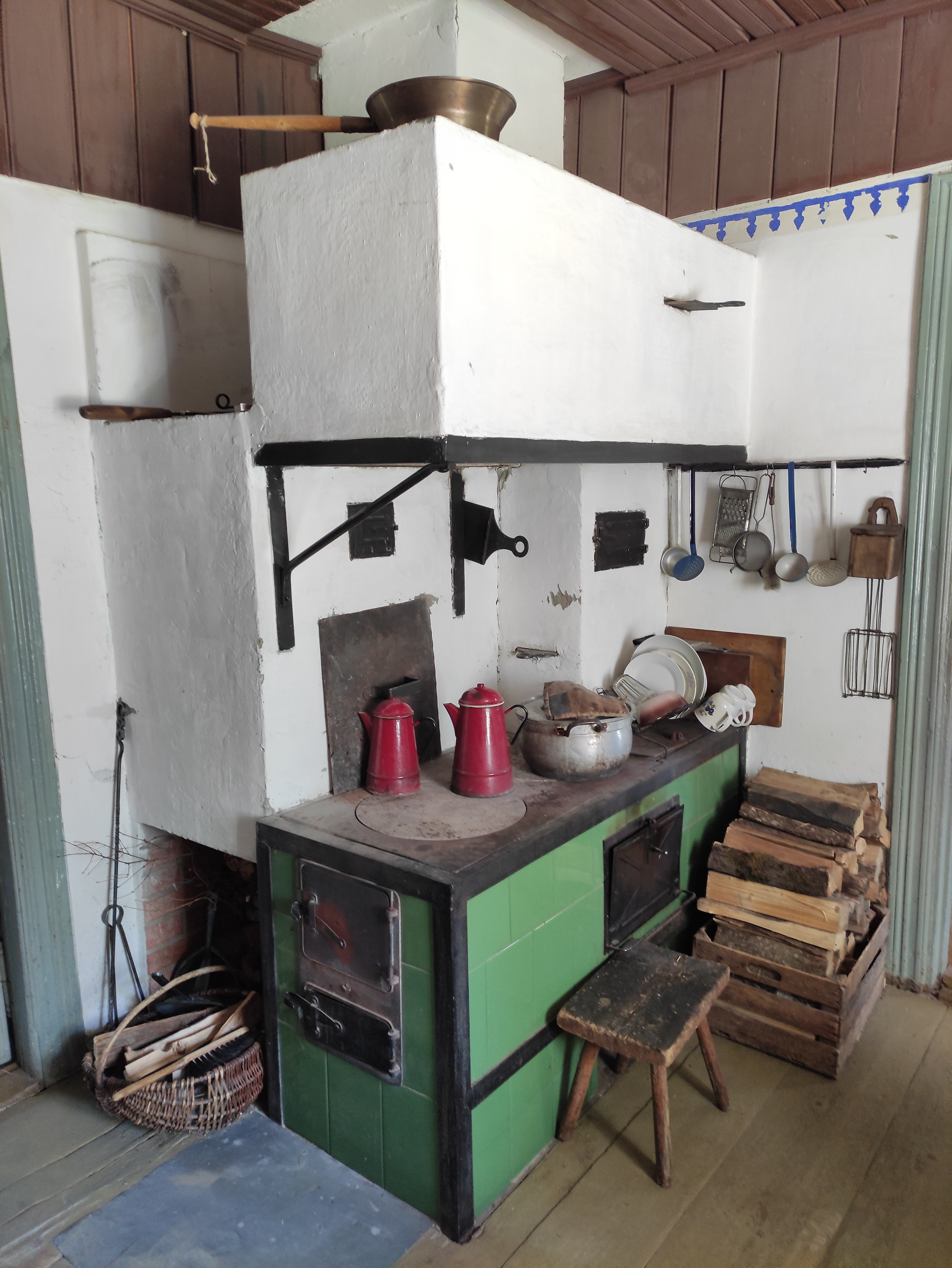
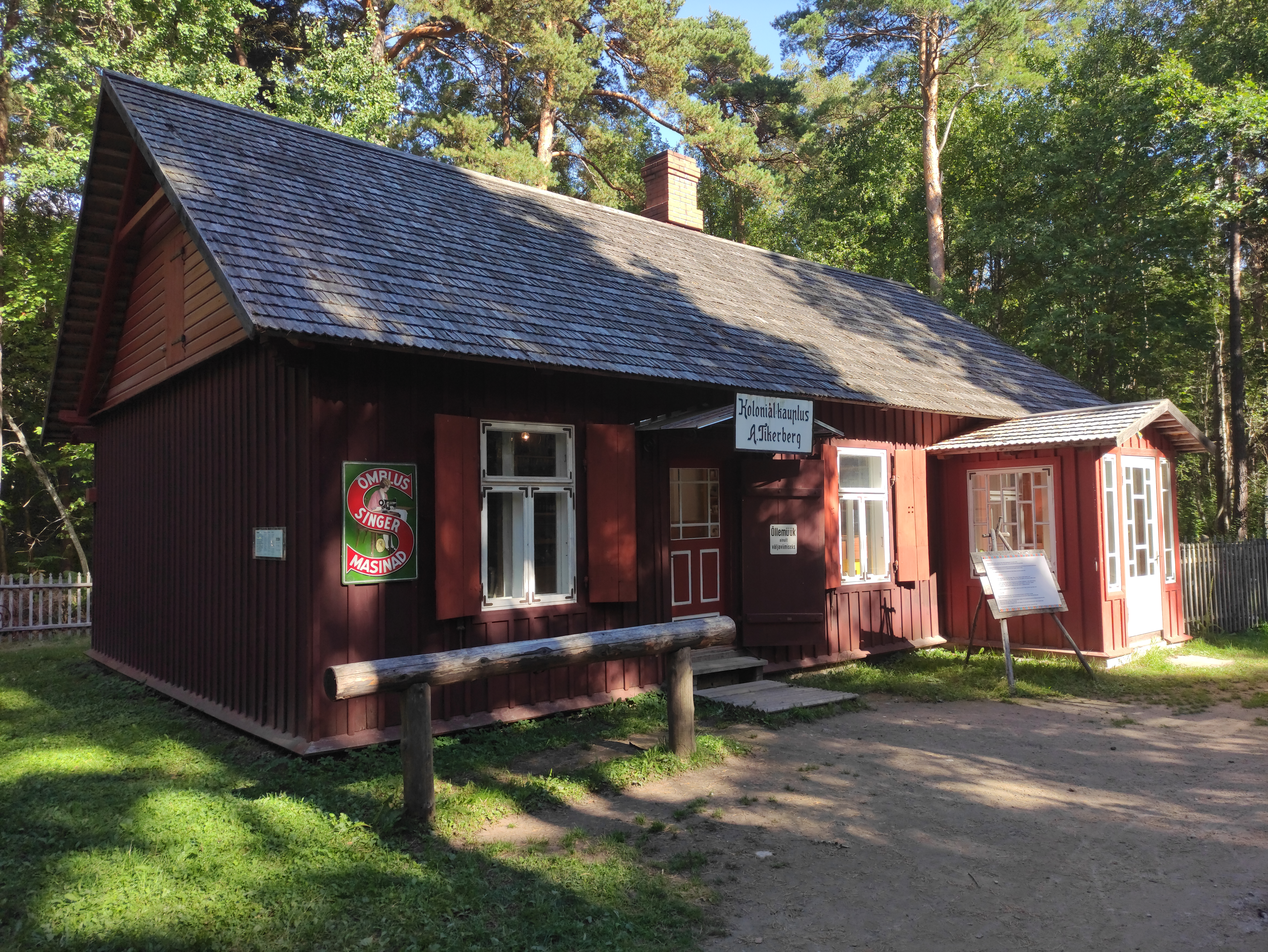
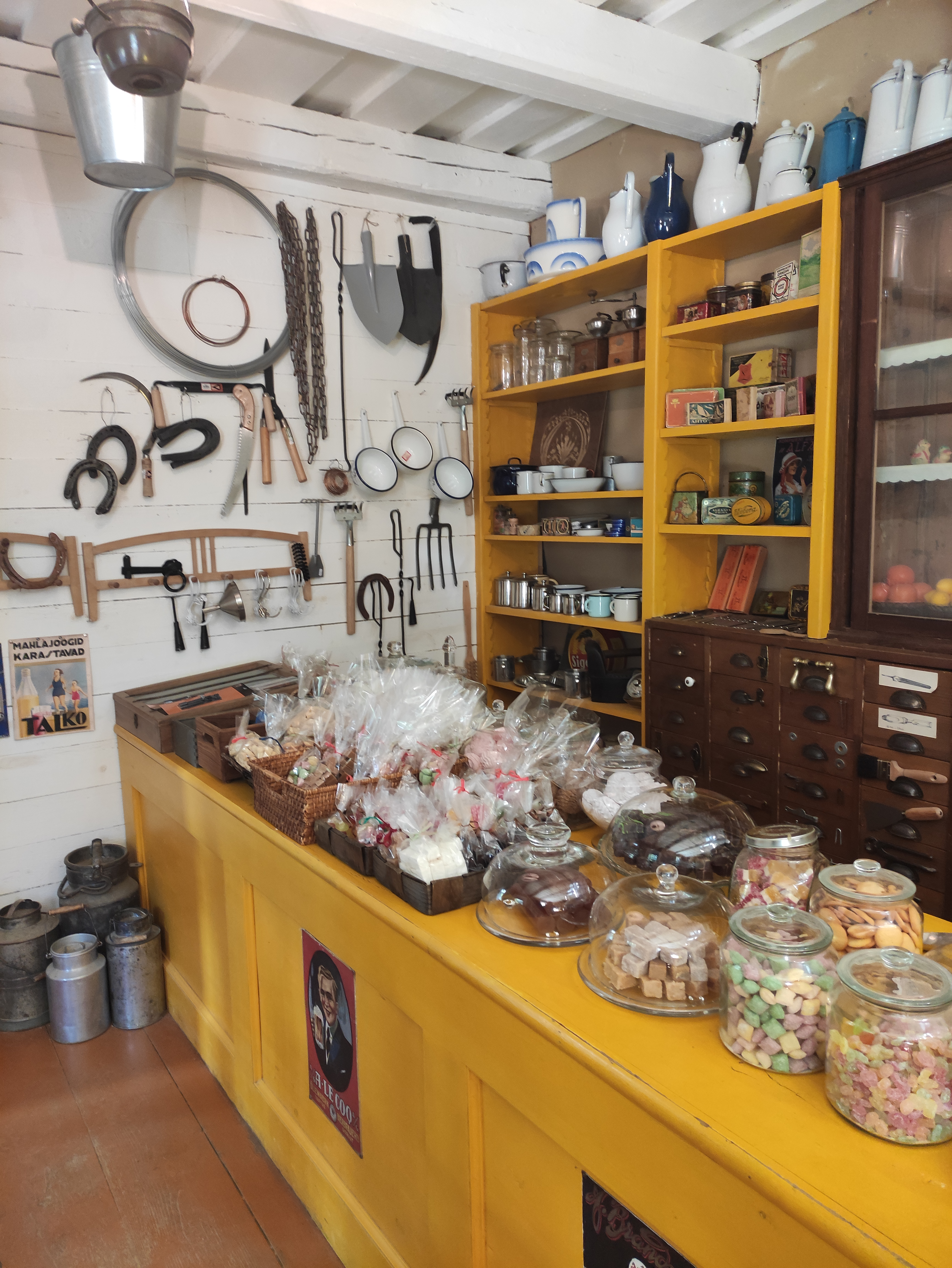
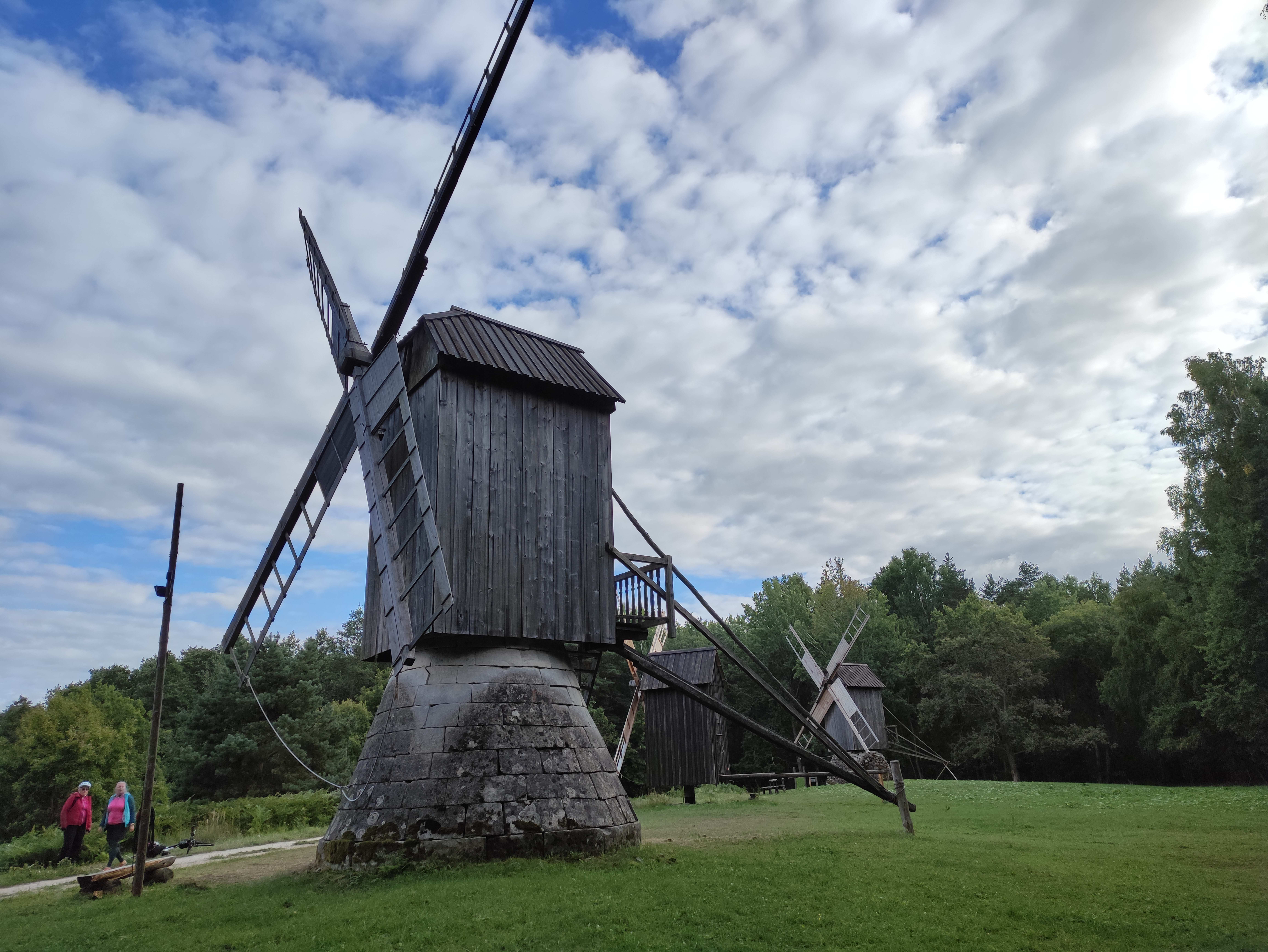
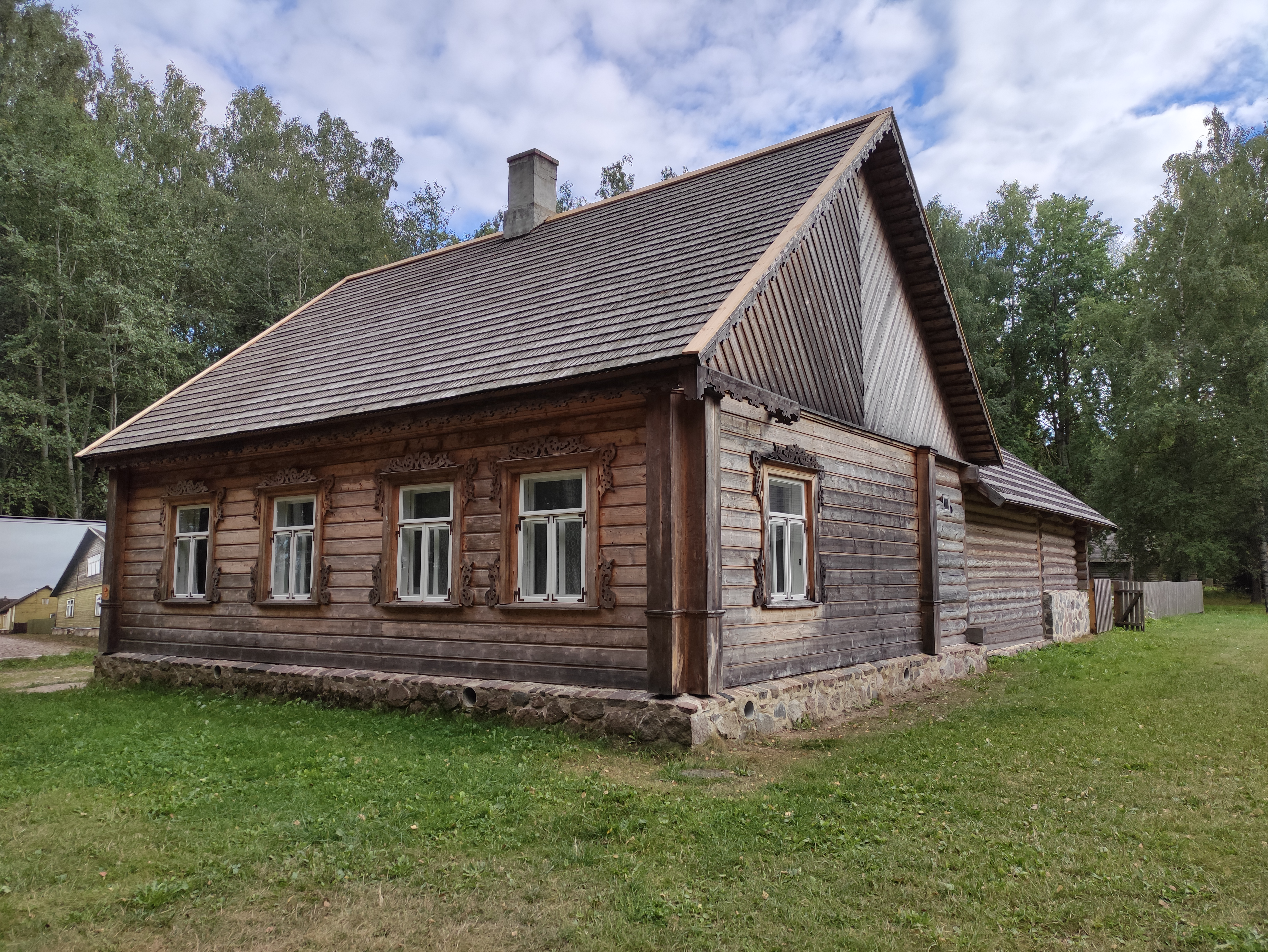
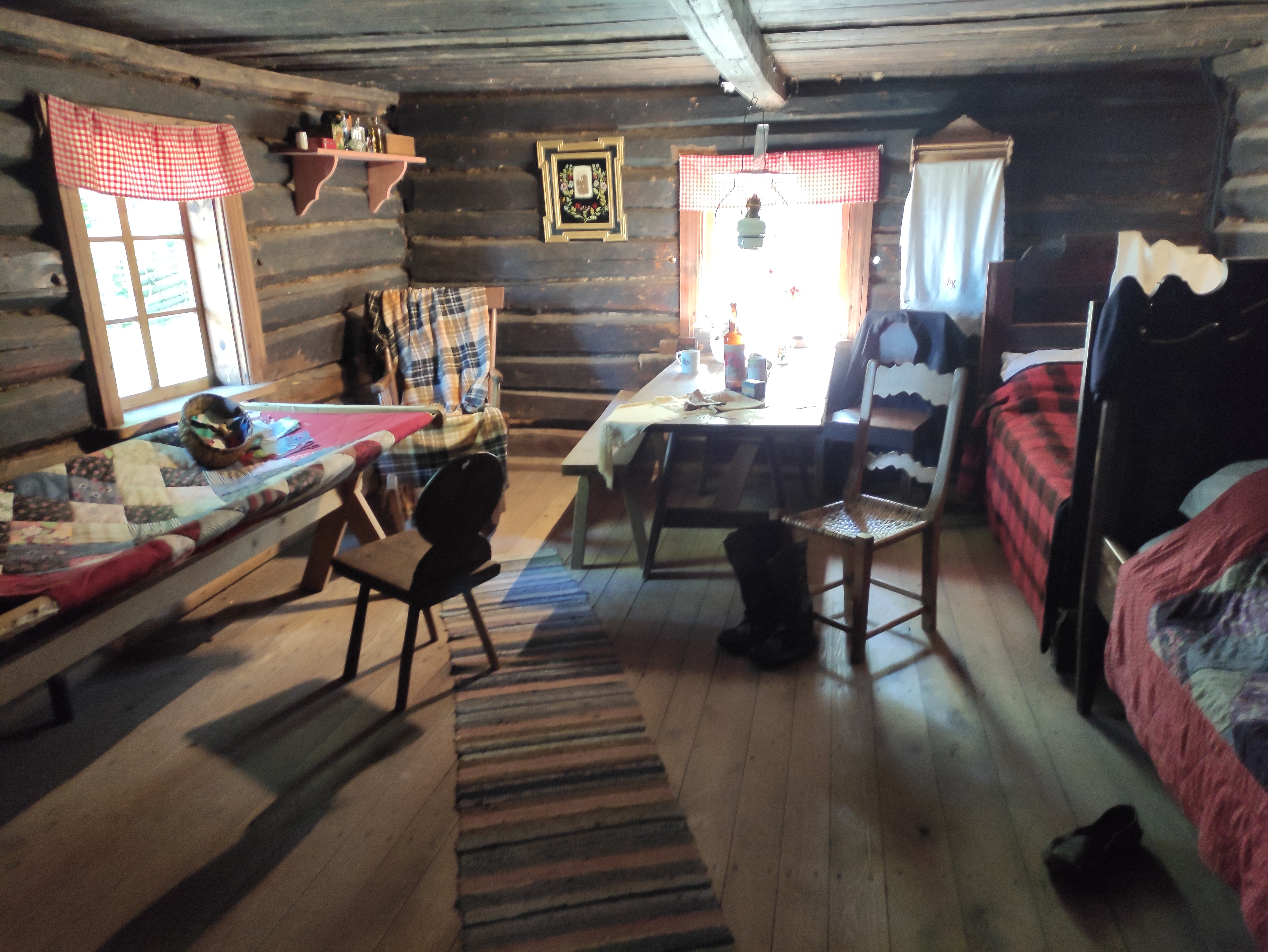
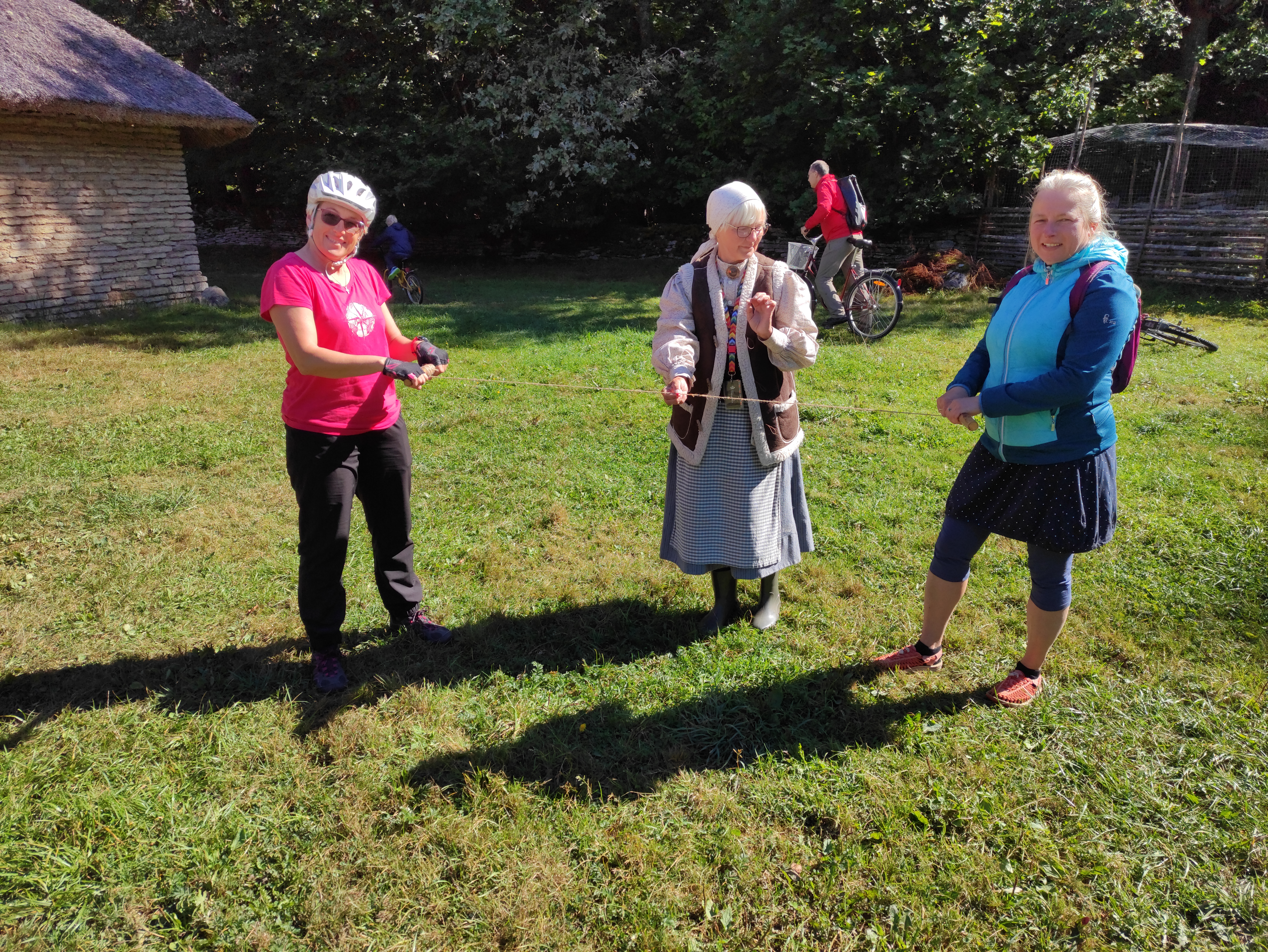
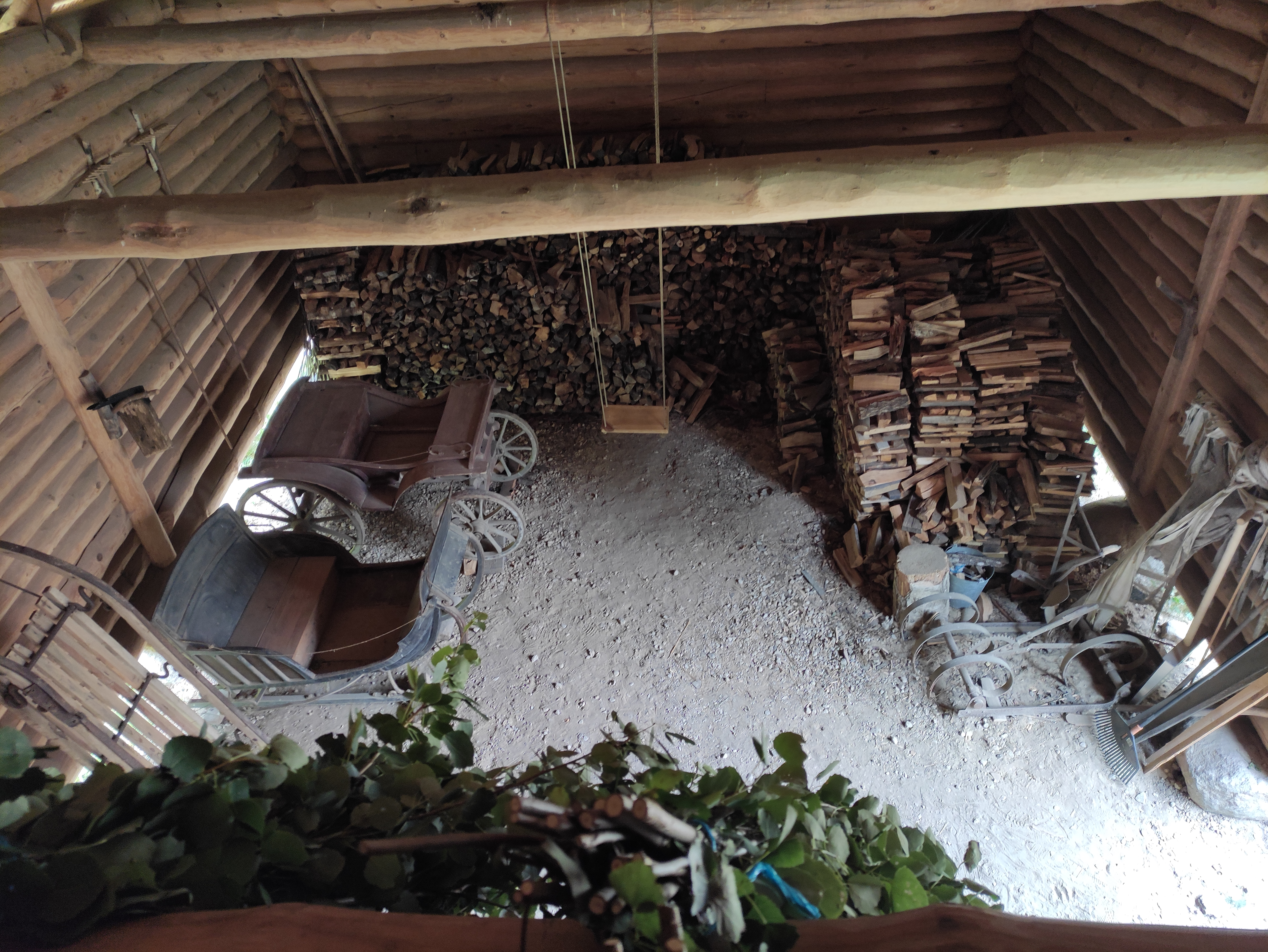
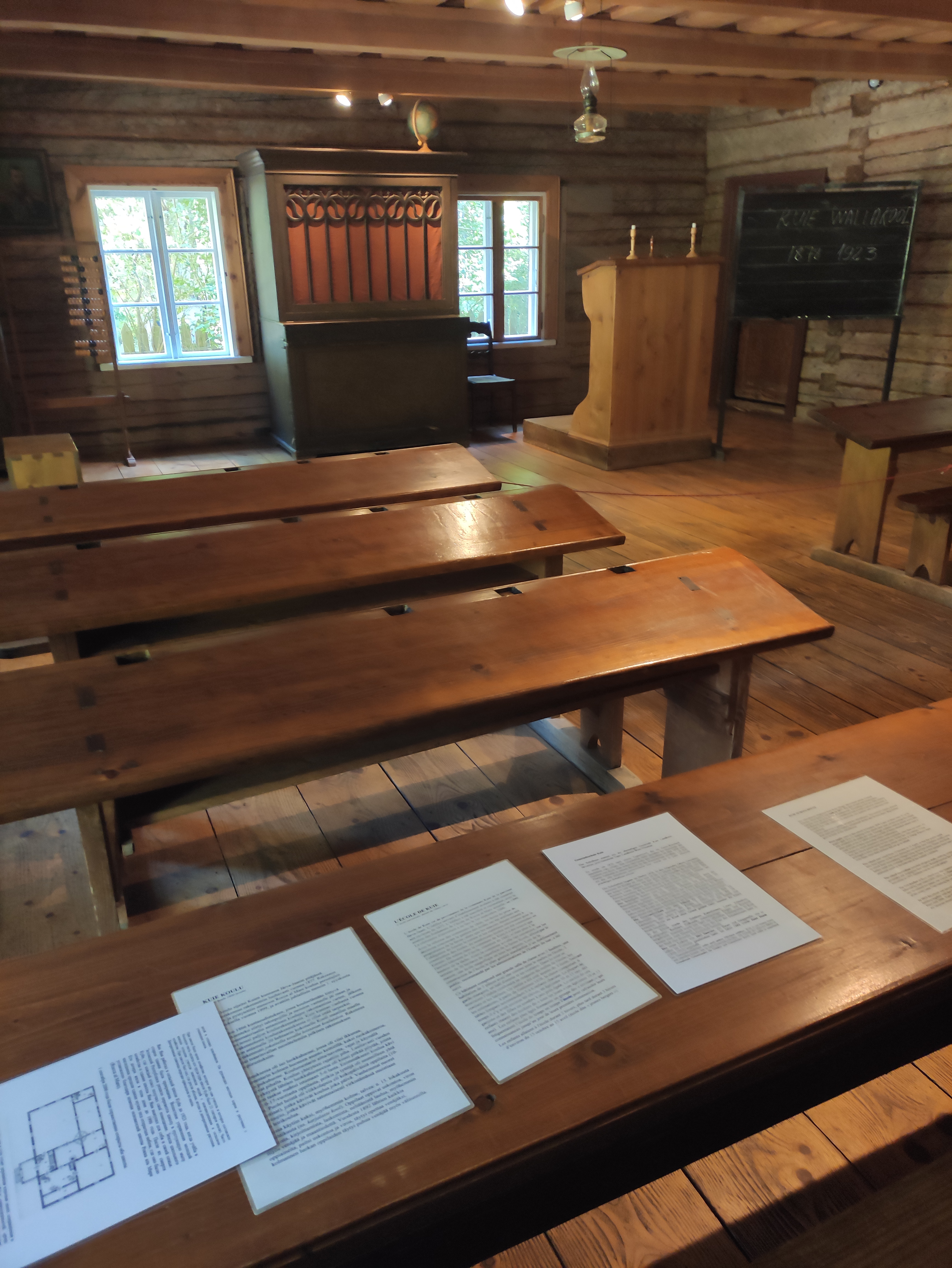
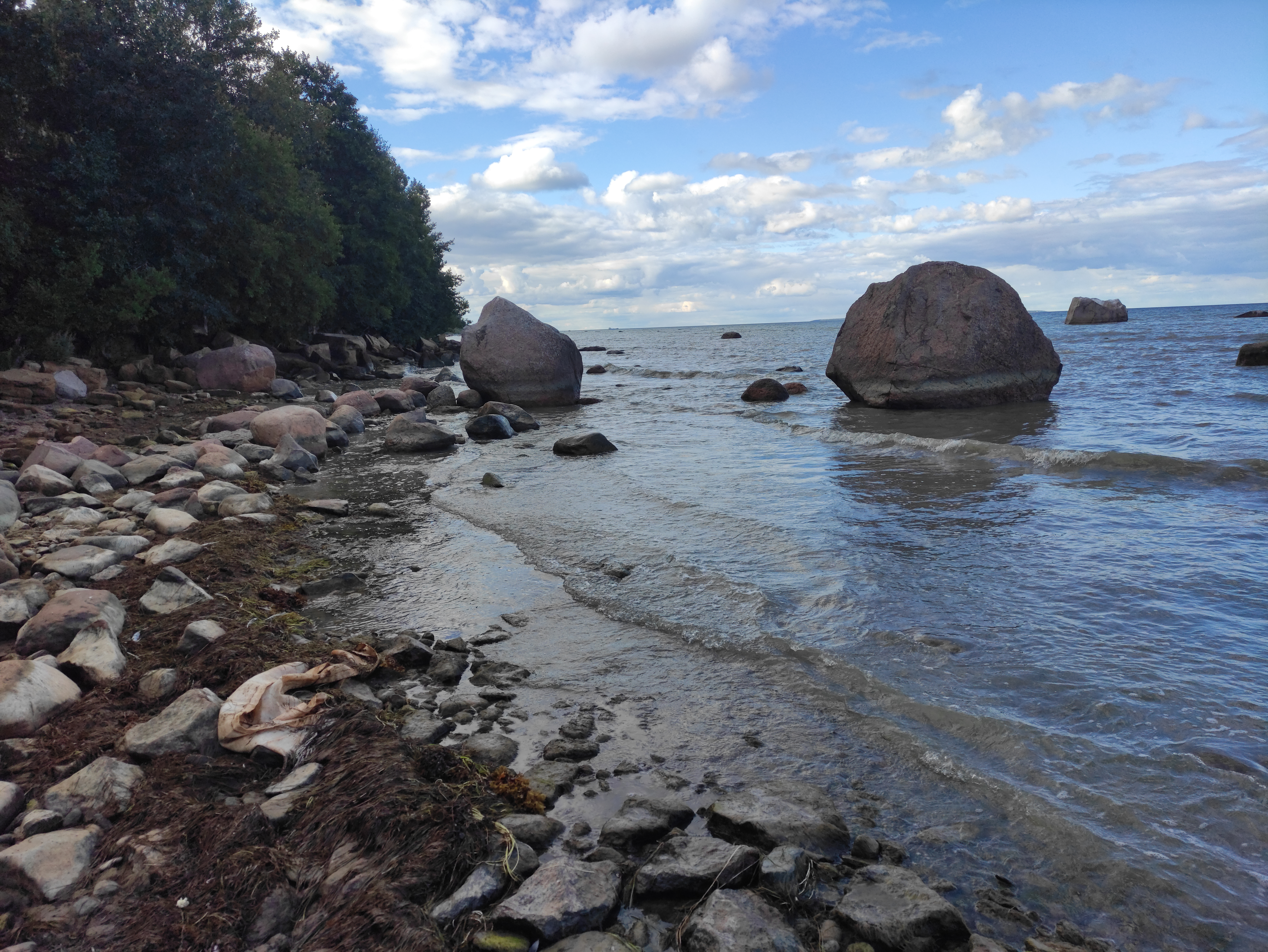
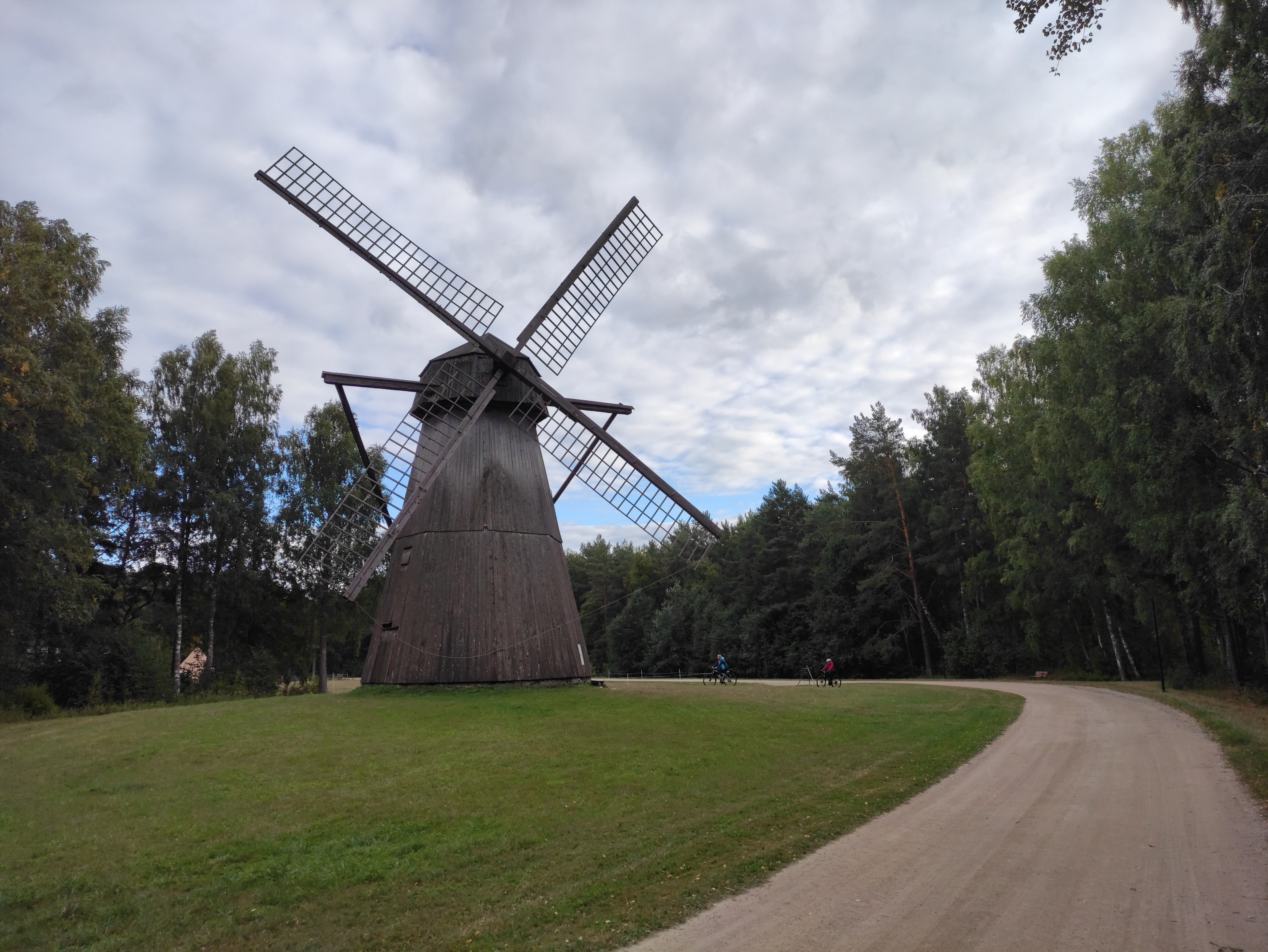
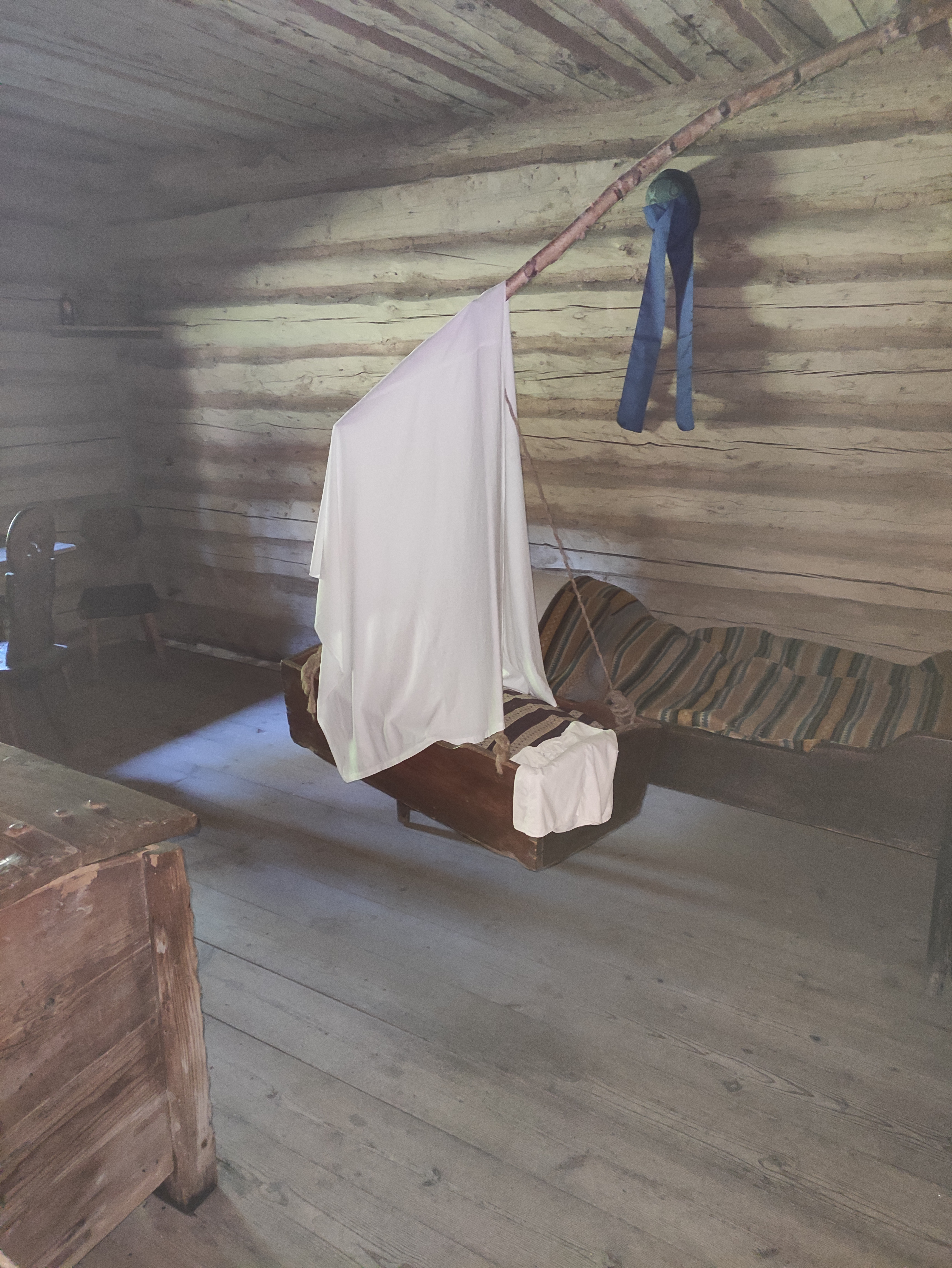
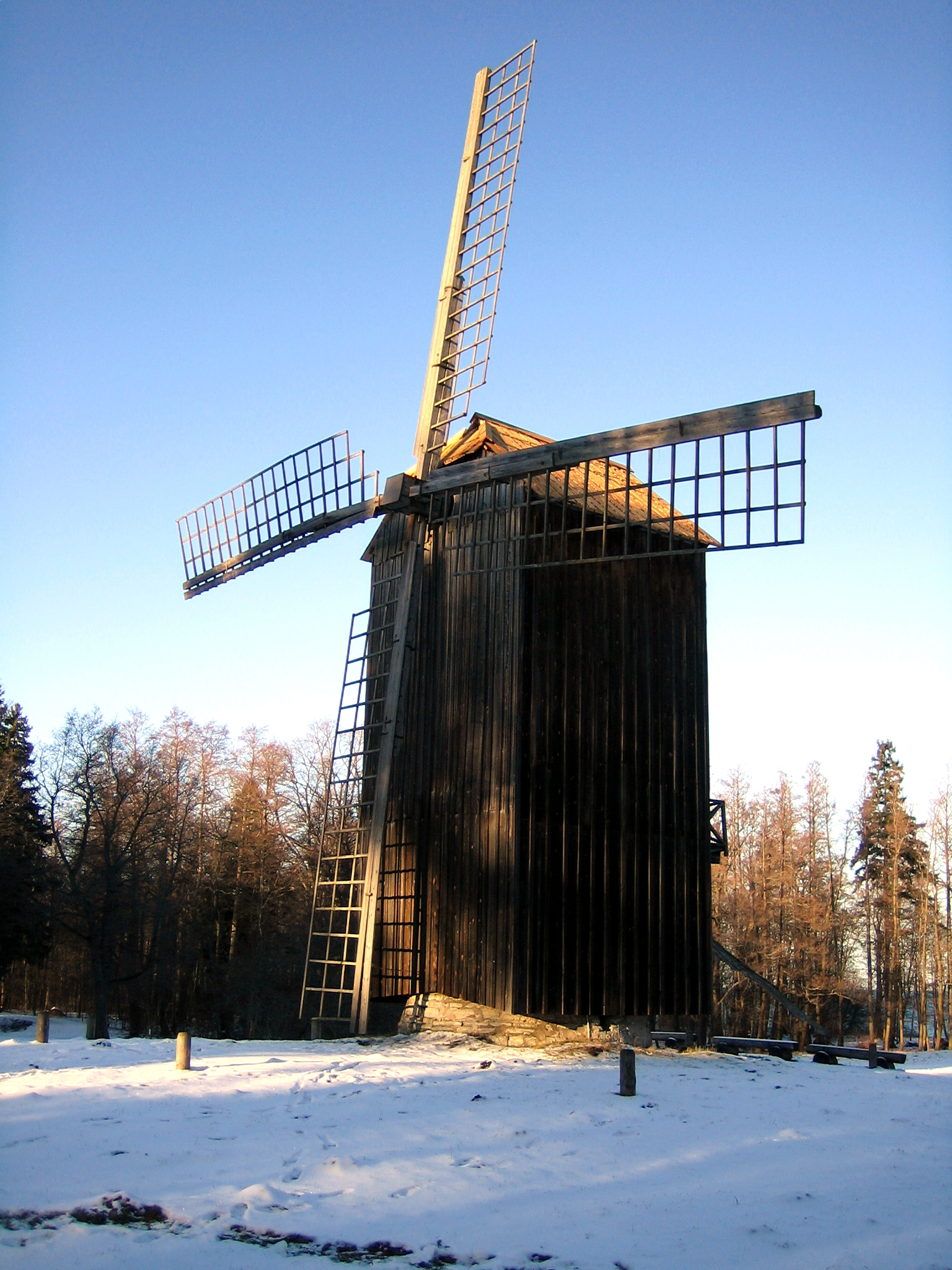
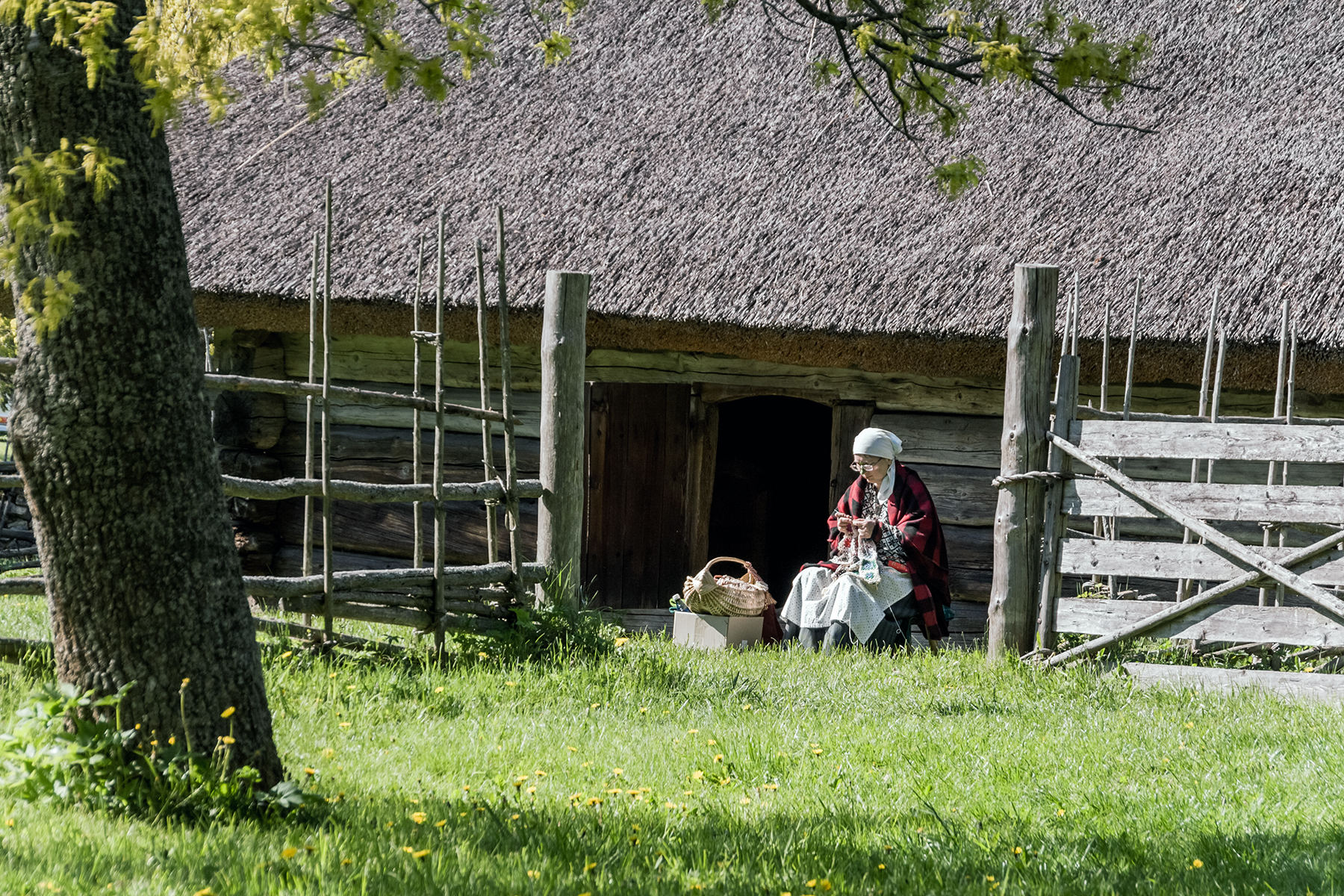
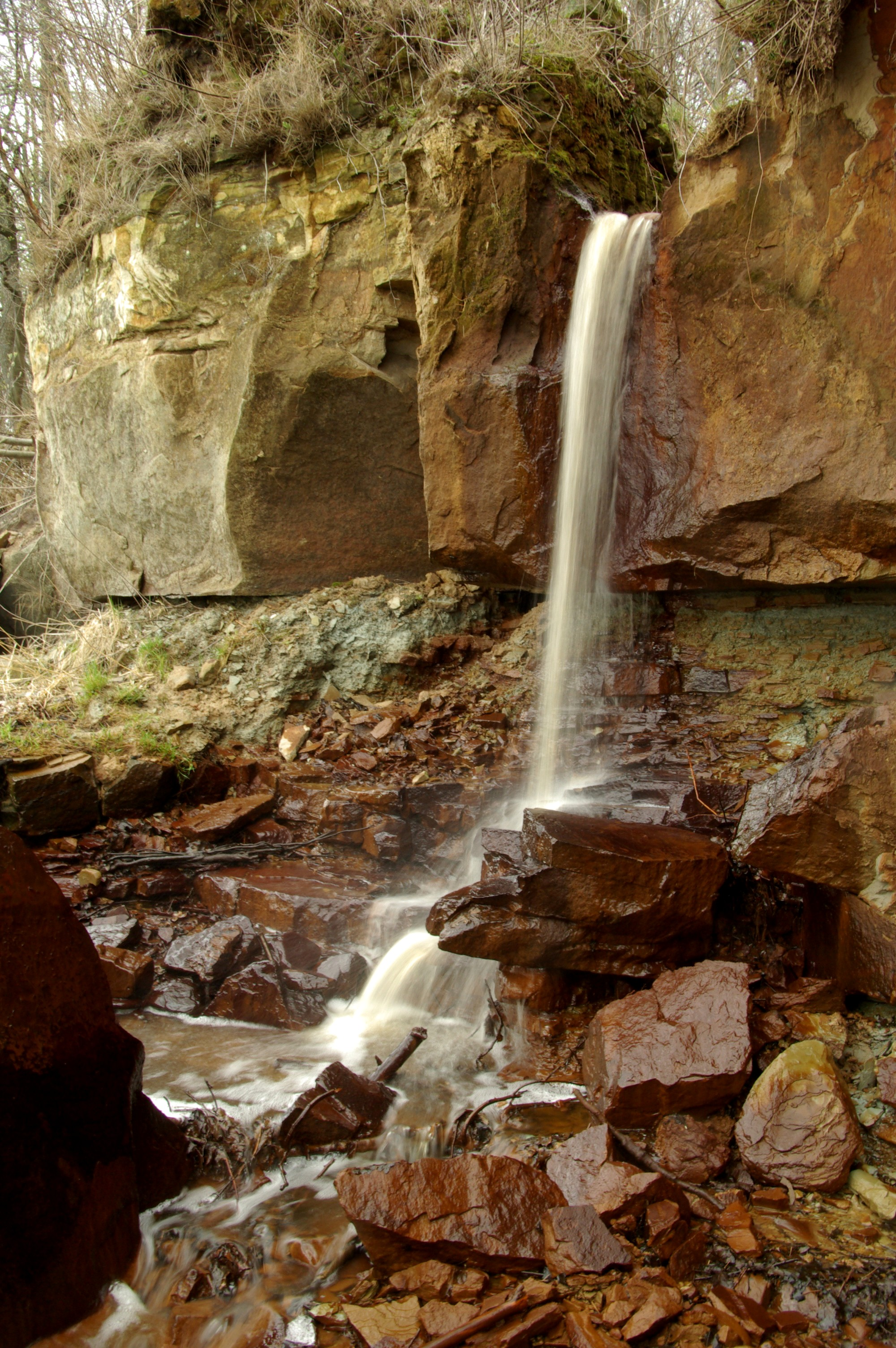
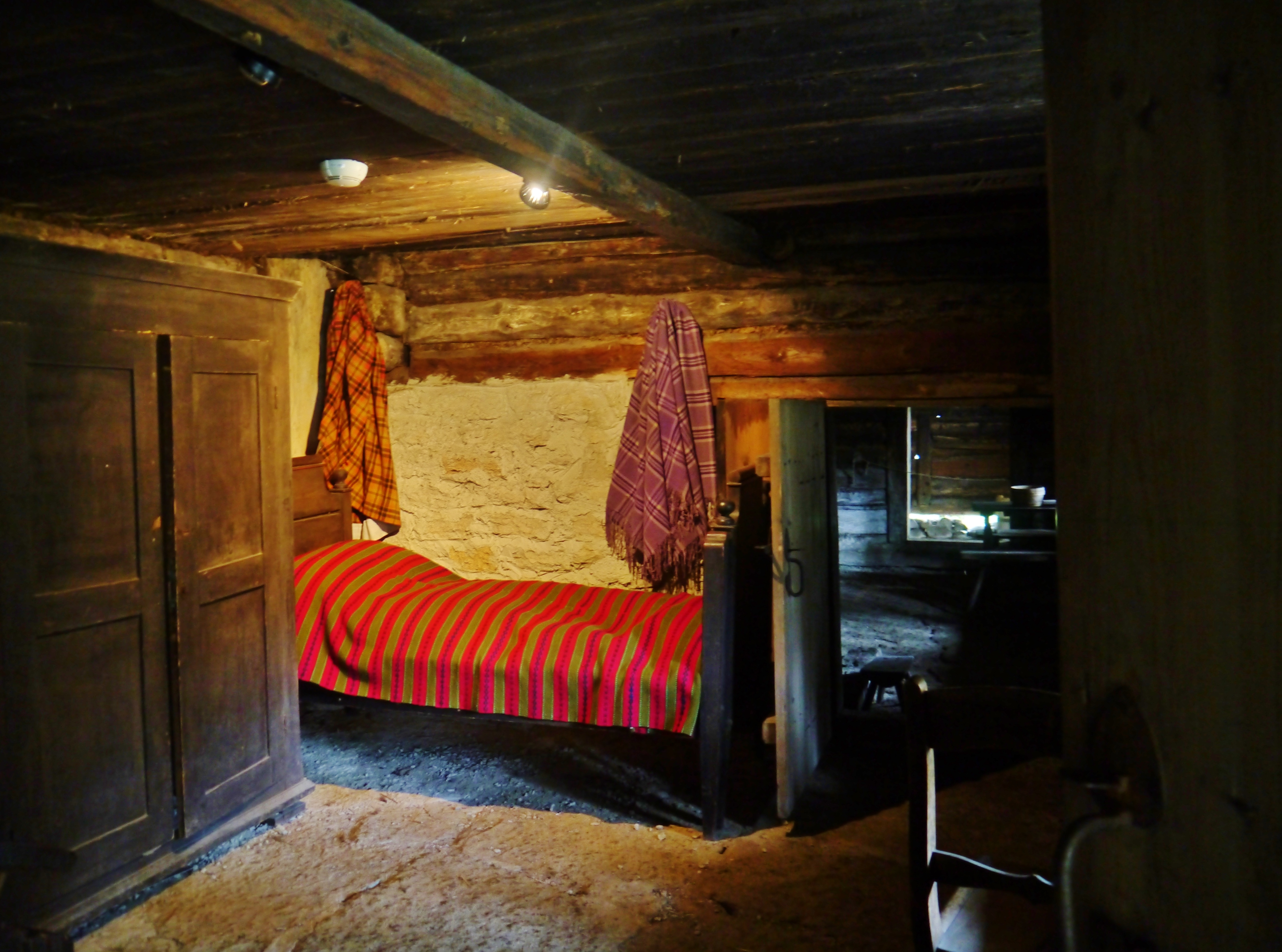
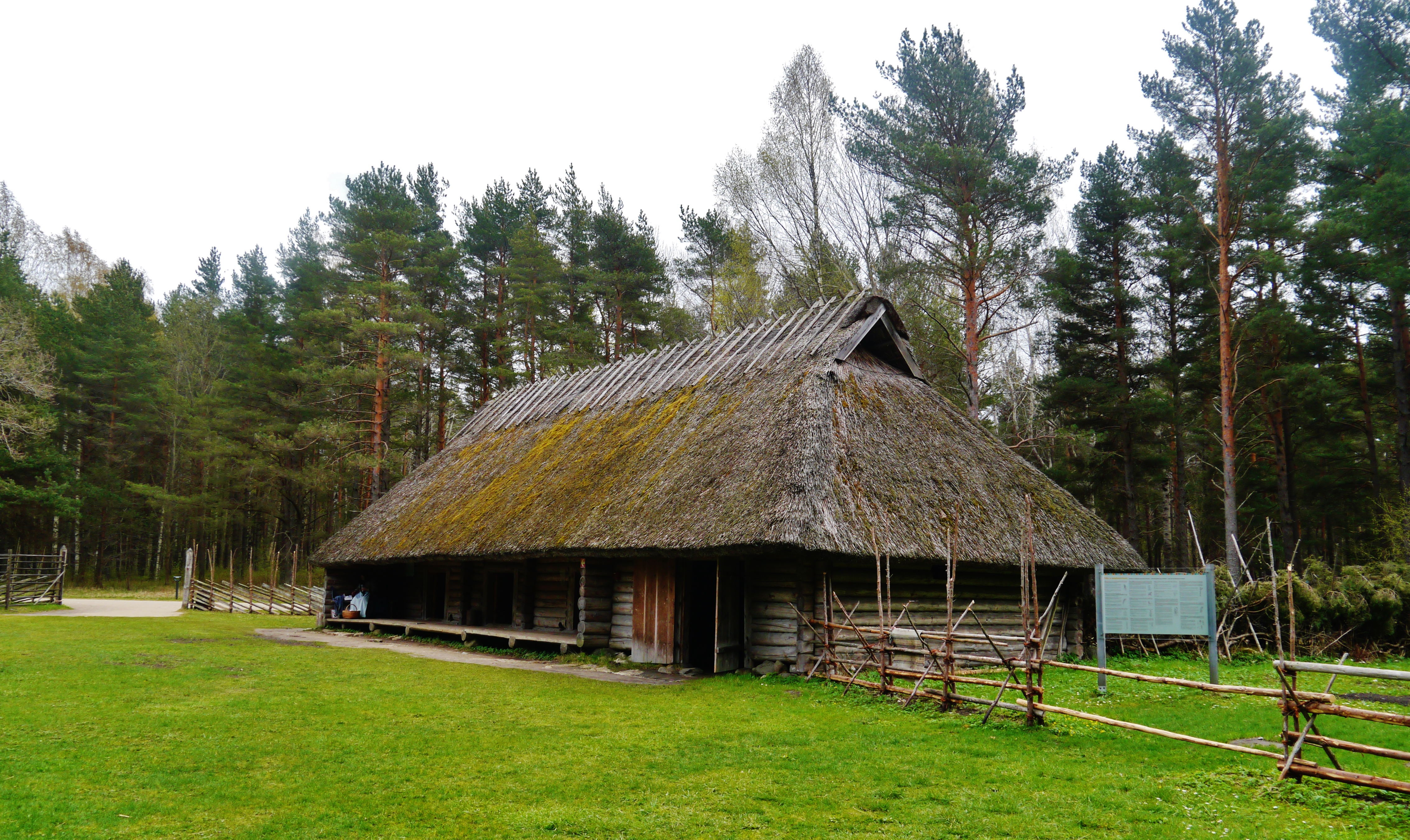
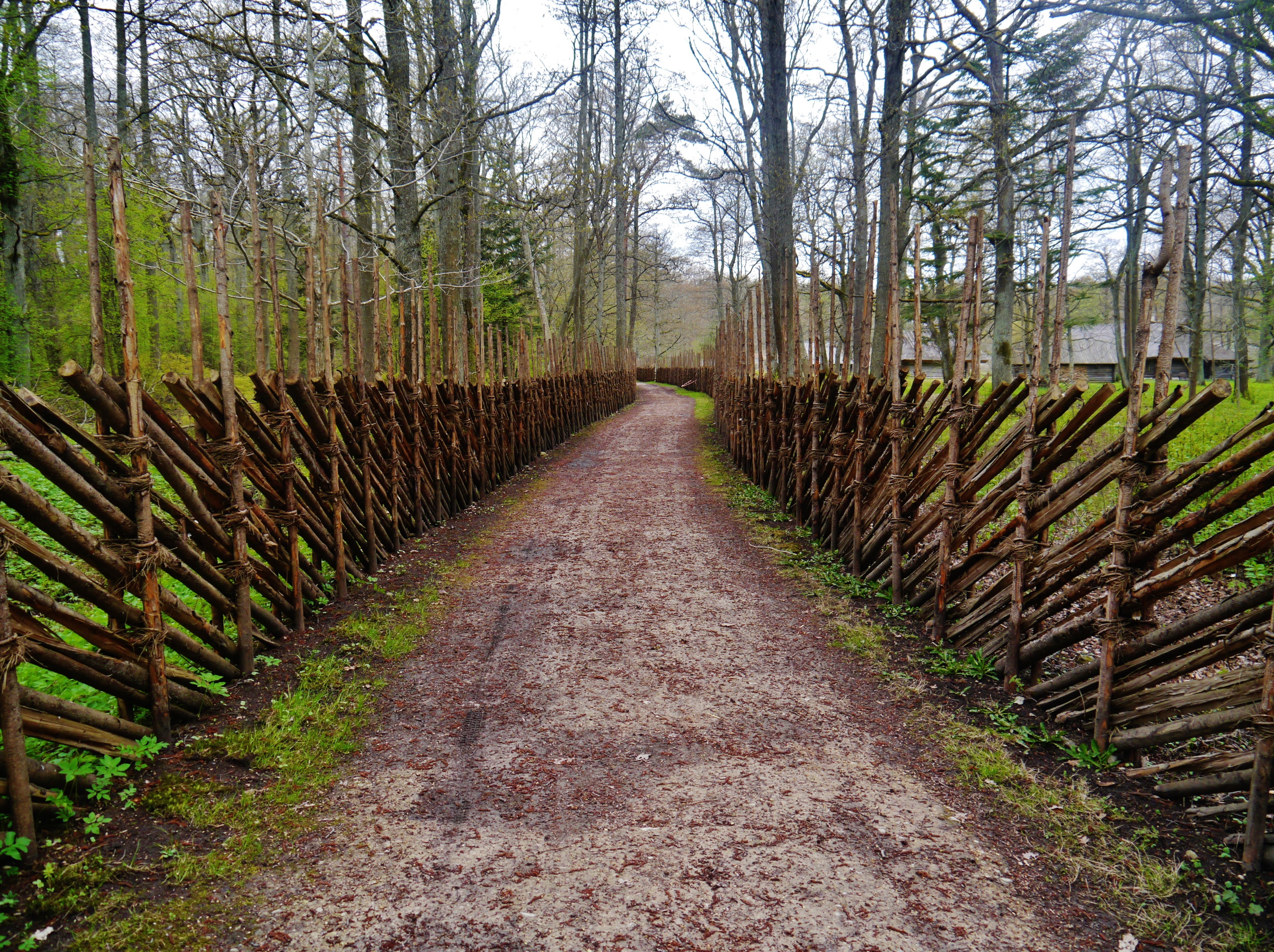
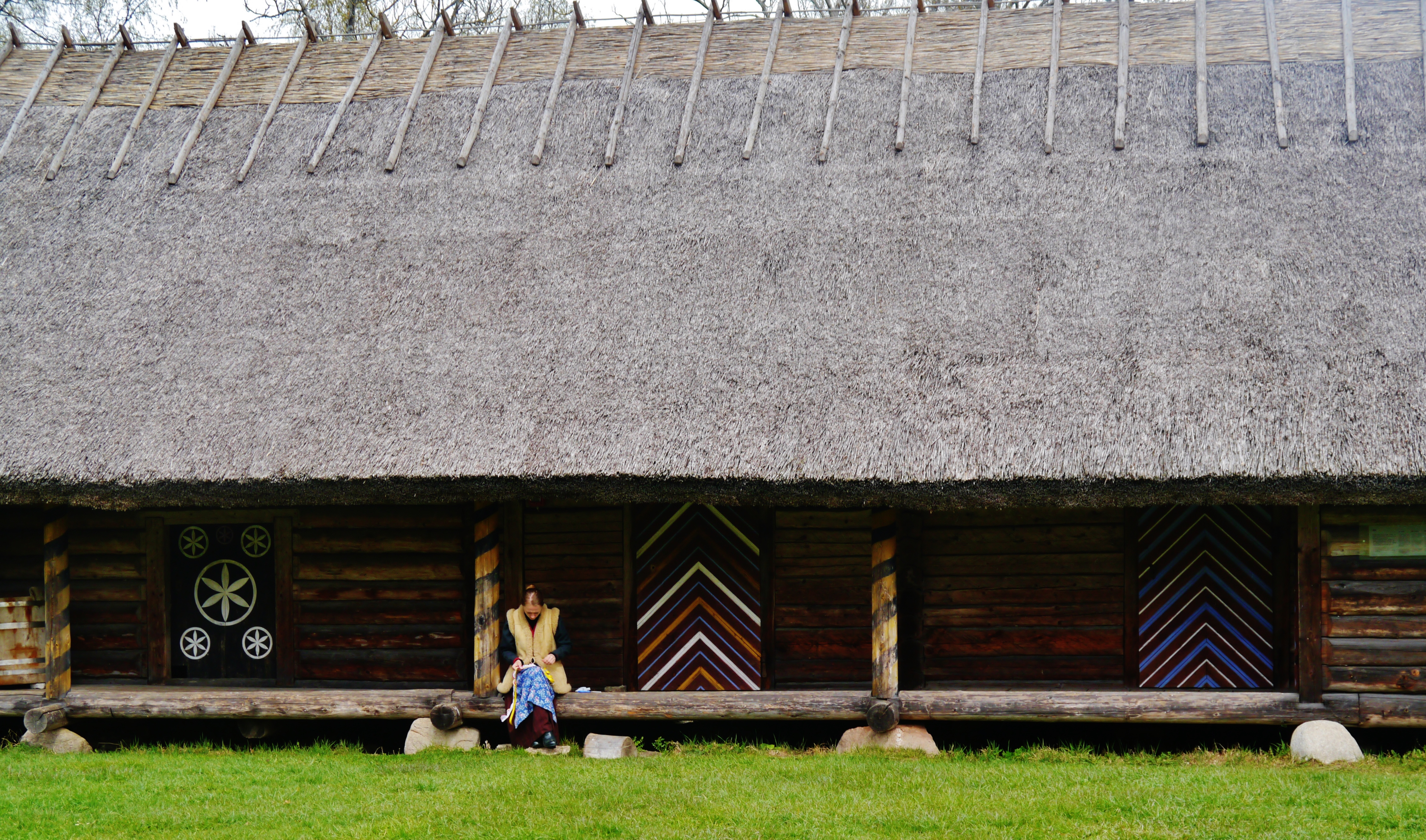
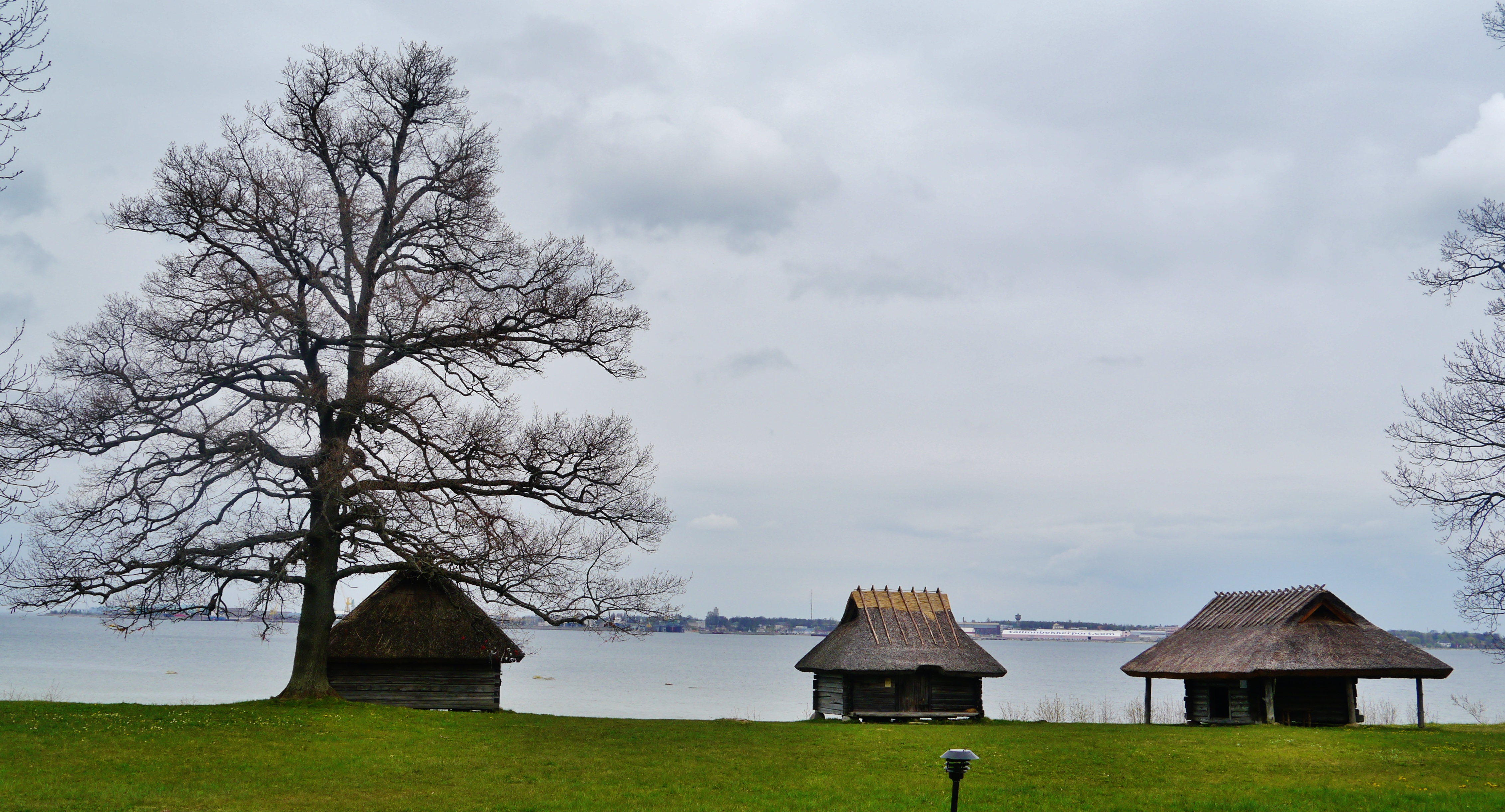
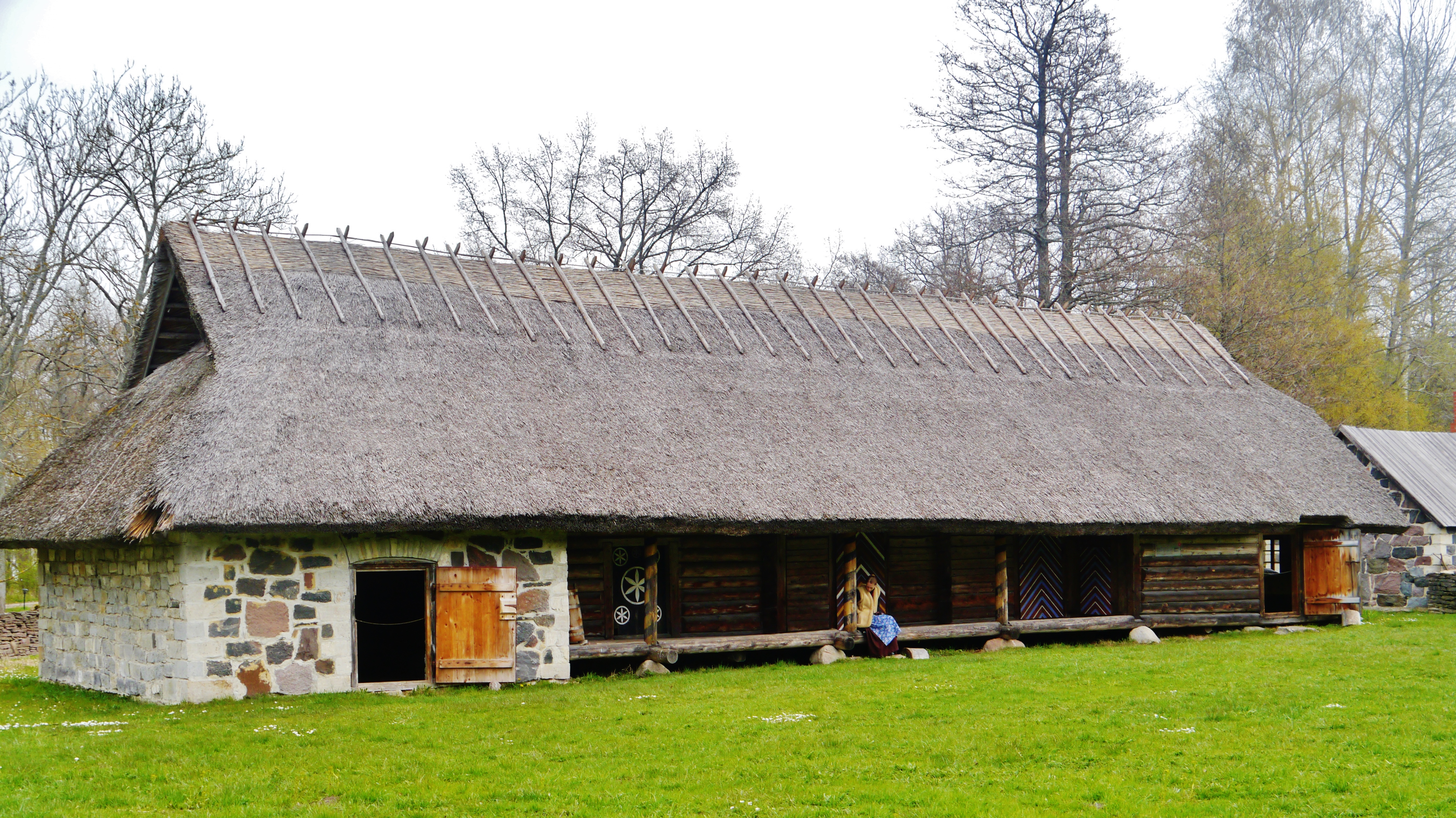
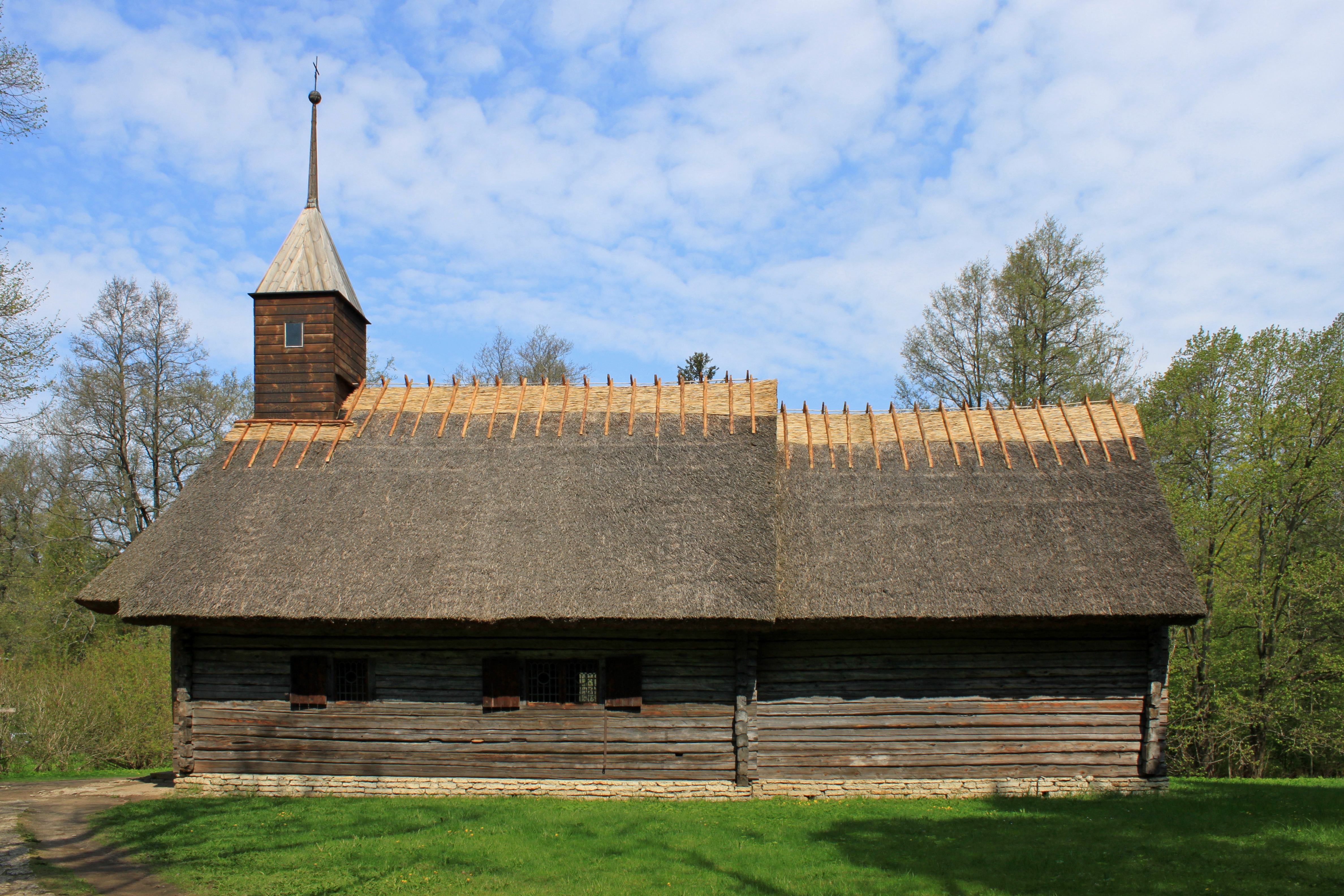
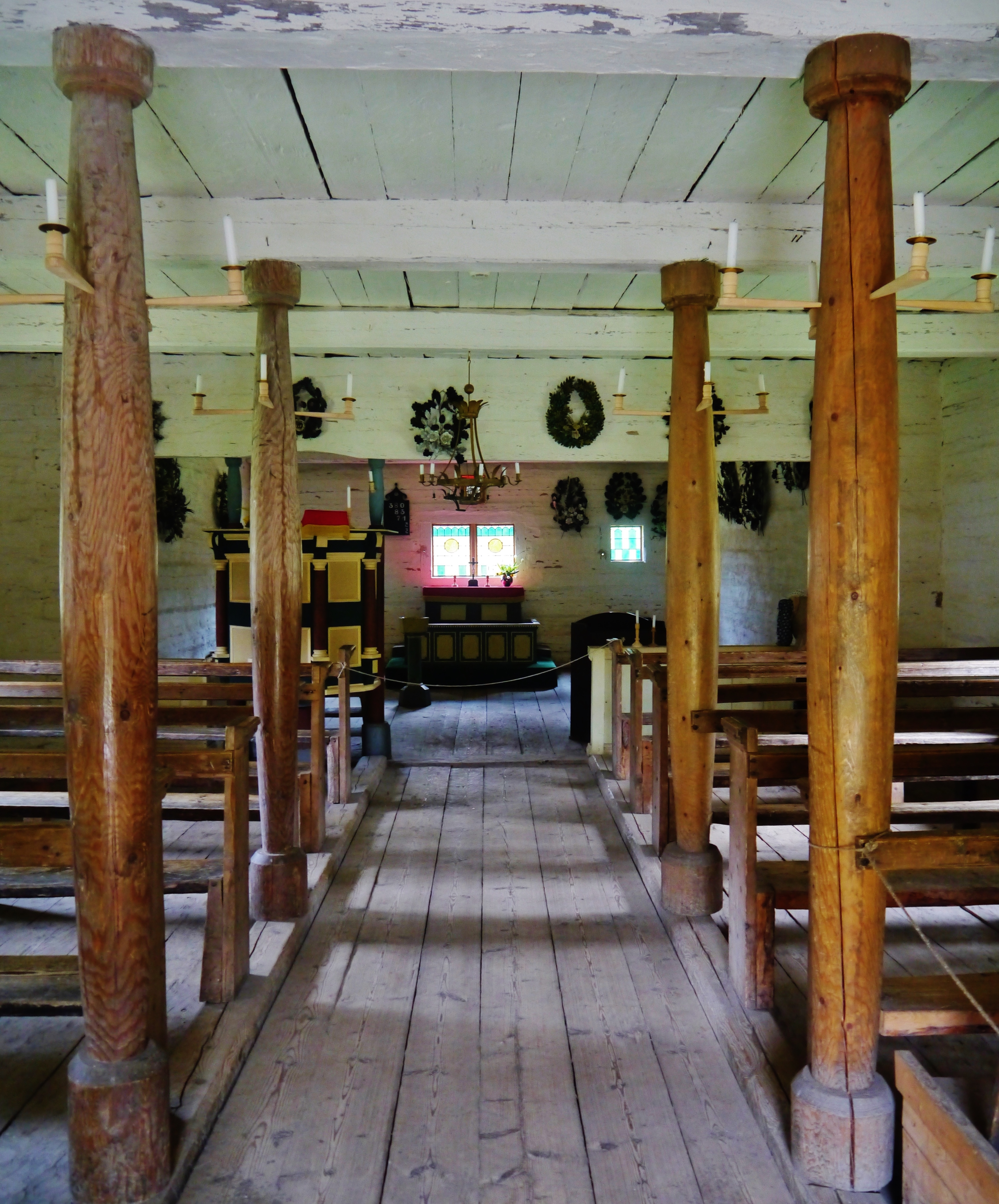